# Nefta
Koordinaten: 33° 52′ N, 7° 53′ O

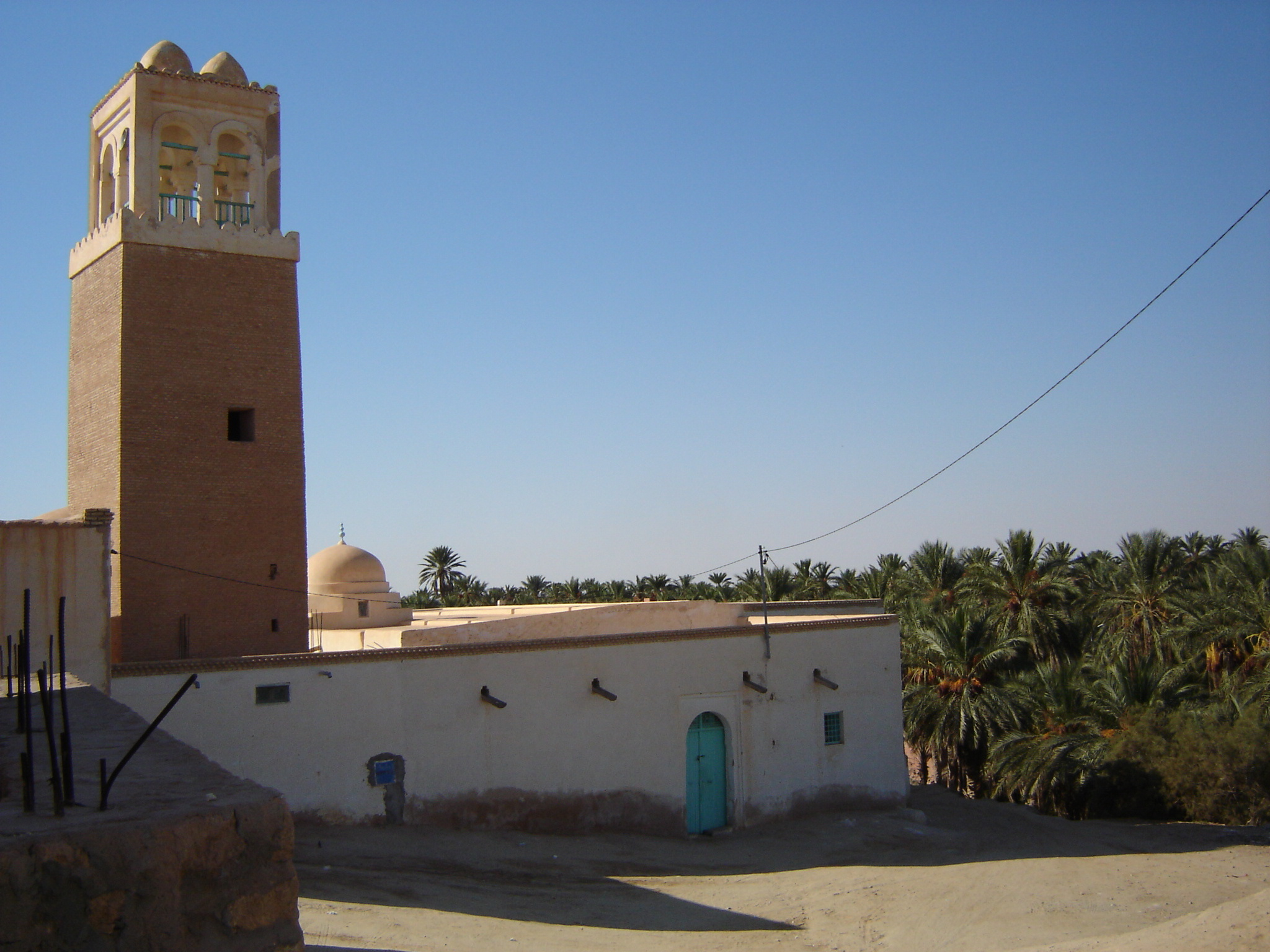
Moschee am Rand der Corbeille

Nefta (arabisch نفطة, DMG Nafṭa, antik: Aggarsel Nepte) ist eine Stadt im südlichen Tunesien mit ca. 15.000 Einwohnern. Die Stadt liegt nahe der algerischen Grenze nördlich des Salzsees Chott el Djerid. Die einstige Karawanenstation ist mit ihren 24 Moscheen und über 100 Marabouts das religiöse Zentrum der Region Bled el Djerid und eine Hochburg des Sufismus.
Wie das benachbarte Tozeur zeichnet sich Nefta durch die für diese Gegend Tunesiens charakteristische Lehmziegelarchitektur aus. Allerdings richteten in der Vergangenheit, vor allem 1990, katastrophale Regenfälle große Schäden an der historischen Bausubstanz an.
Nefta besteht aus zwei Teilen beiderseits des Talkessels Corbeille, aus dem die Quellen der Oase entsprangen. Heute liegen die Quellen trocken und es wird fossiles Grundwasser gefördert. Westlich liegt das Chorfa-Viertel, die Altstadt Neftas mit verwinkelten Gassen und zahlreichen Sakralbauten. Östlich der Corbeille befindet sich die Neustadt mit den Souks. Der in der Corbeille entspringende Oued (Wadi) bewässert die 10 km² große Oase, die sich im Süden an Nefta anschließt. In ihr befindet sich mit der Zaouia Sidi Bou Ali, der Grabstätte eines islamischen Heiligen des 13. Jahrhunderts, die wichtigste Pilgerstätte Neftas.

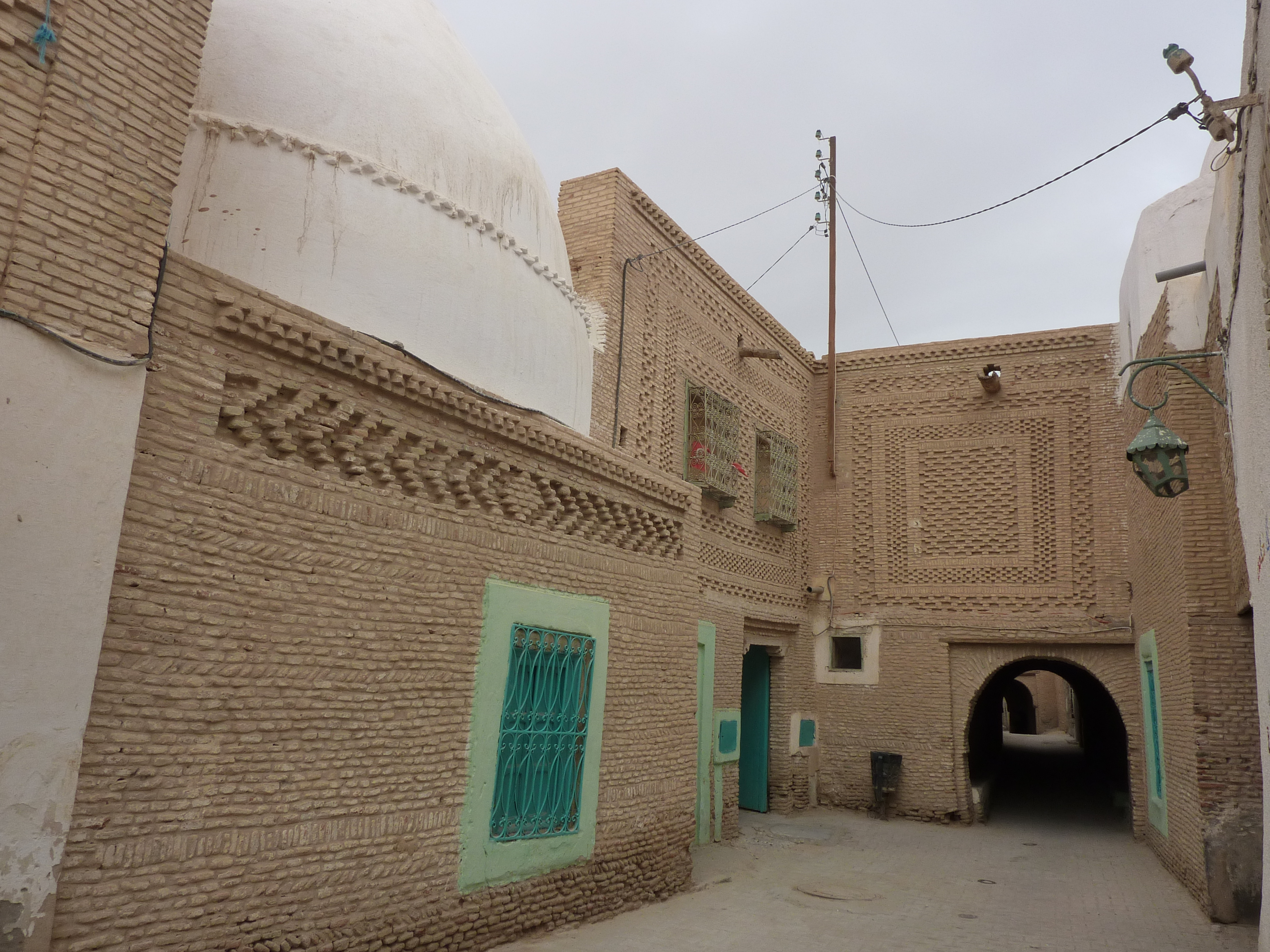
Die Altstadt von Nefta
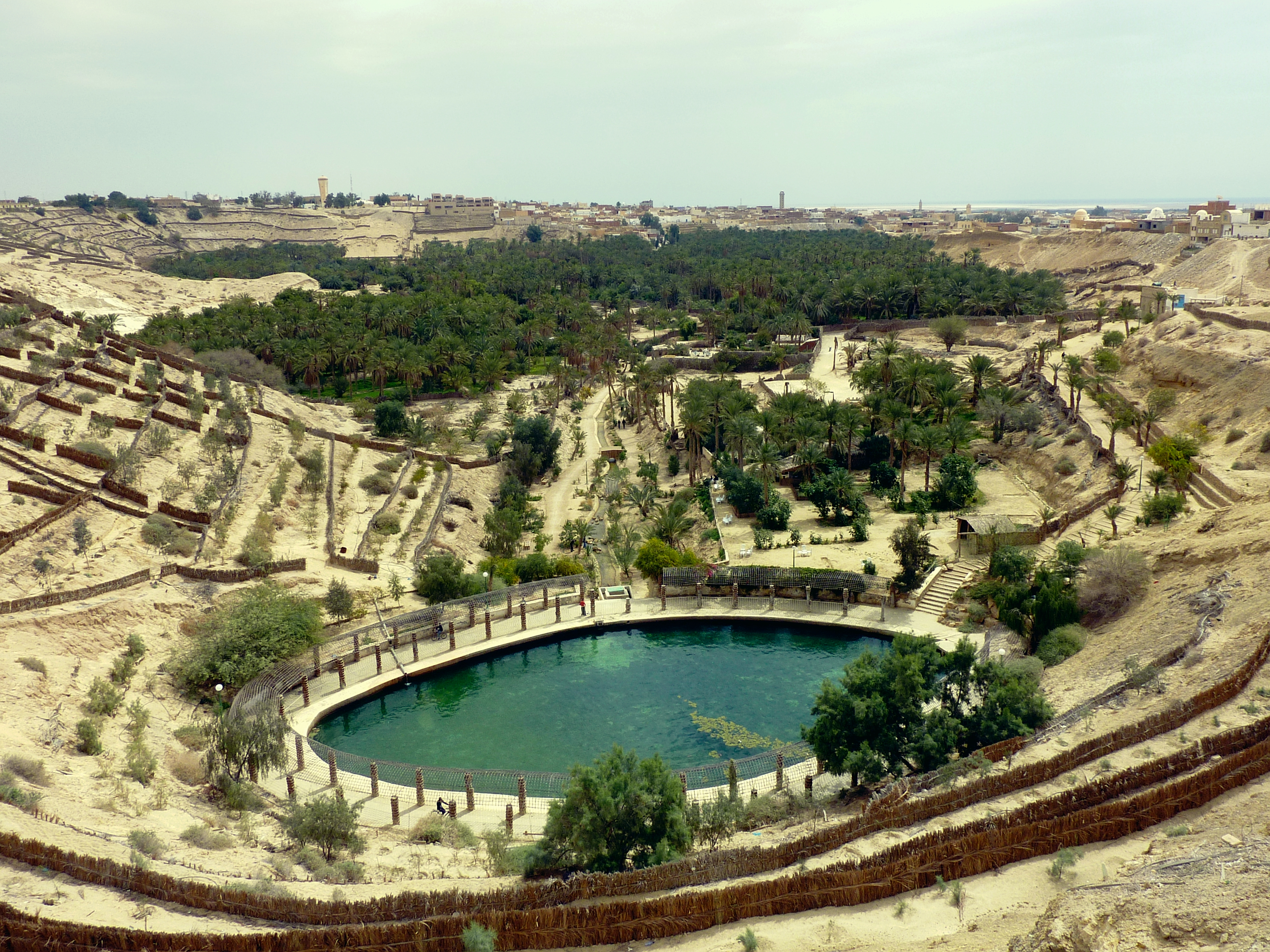
Die Corbeille (Talkessel) von Nefta

## Persönlichkeiten
- Houcine Chouk (* 1946), Wirtschaftsmanager und Politiker